# Elizabeth (Pensilvania)
Elizabeth es un borough ubicado en el condado de Allegheny en el estado estadounidense de Pensilvania. En el año 2000 tenía una población de 1609 habitantes y una densidad poblacional de 1553.1 personas por km².

## Geografía
Elizabeth se encuentra ubicado en las coordenadas 40°16′16″N 79°53′11″O / 40.27111, -79.88639.

## Demografía
Según la Oficina del Censo en 2000 los ingresos medios por hogar en la localidad eran de $30 556 y los ingresos medios por familia eran $36 607. Los hombres tenían unos ingresos medios de $28 088 frente a los $22 350 para las mujeres. La renta per cápita para la localidad era de $17 618. Alrededor del 10.2% de la población estaba por debajo del umbral de pobreza.